# Oswego (pueblo)
Oswego es un pueblo ubicado en el condado de Oswego en el estado estadounidense de Nueva York. En el año 2000 tenía una población de 7,287 habitantes y una densidad poblacional de 102.6 personas por km².

## Geografía
Oswego se encuentra ubicado en las coordenadas 43°25′0″N 76°33′4″O / 43.41667, -76.55111.

## Demografía
Según la Oficina del Censo en 2000 los ingresos medios por hogar en la localidad eran de $49,883 y los ingresos medios por familia eran $61,648. Los hombres tenían unos ingresos medios de $47,051 frente a los $25,833 para las mujeres. La renta per cápita para la localidad era de $14,835. Alrededor del 4.9% de la población estaban por debajo del umbral de pobreza.